# Adenomyom
Ein Adenomyom ist in der Pathologie ein gutartiger Mischtumor aus Drüsen- und glattem Muskelgewebe. Das Adenomyom ist also eine Mischform des Adenoms und Myoms, jedoch kommen Adenomyome wesentlich seltener vor als Adenome.
Adenomyome treten hauptsächlich in Gebärmutter (Uterus) und Prostata auf. Sie sind meist symptomlos, eventuell kann es zu Menstruationsstörungen (Dysmenorrhoe) kommen.
Die ähnlich bezeichnete adenomyomatöse Hyperplasie ist eine nicht-tumoröse Gewebsneubildung.